# Barbara Buchholz
Barbara Buchholz (Duisburgo, 8 de diciembre de 1959 - Berlín, 10 de abril de 2012) fue una música, ejecutante de teremín y compositora alemana. Se dedicó a la música electrónica. Vivió y trabajó en Berlín.

## Vida
Estudió flauta travesera, guitarra, bajo y voz en el conservatorio de Bielefeld (Alemania). A partir de los años ochenta trabajó como intérprete y compositora, colaborando en proyectos multidisciplinarios en el campo del teatro.
Fue bajista de la banda alemana de jazz Reichlich Weiblich, integrada exclusivamente por mujeres.
Produjo los proyectos Tap it deep de baile de claqué y música, Human Interactivity y Theremin: Berlín-Moscú.
A finales de los años noventa conoció a Lydia Kavina, sobrina de Lev Theremin, el inventor del teremín, y con ella estudió ese instrumento.
Barbara Buchholz tocó el teremín como instrumento solista en el área de la música de jazz, música contemporánea e improvisación.
Desarrolló nuevas posibilidades del sonido y nuevas técnicas para tocar el instrumento en el contexto de la música contemporánea.
Junto a Lydia Kavina, fundó Touch! Don't Touch!, una plataforma para promover el theremin en el ámbito de la nueva música contemporánea. Numerosos compositores como Moritz Eggert, Michael Hirsch, Caspar Johannes Walter, Juliane Klein, Peter Gahn, Gordon Kampe, Sidney Corbett, etc., crearon piezas para las dos virtuosas y sus conjuntos.
En el ámbito del jazz y la música improvisada actuó con diversos conjuntos, entre otros el trío con el trompetista noruego Arve Henriksen y el músico electrónico Jan Bang.
Realizó giras con la Jazz Bigband Graz con la producción Electric Poetry &Lo-Fi Cookies (proyecto que también se editó en CD).
Cuando actuó en directo presentando su disco en solitario, el artista y dibujante Pedda Borowski la apoyó con proyecciones.
Tocó la parte del teremín en varias piezas de orquesta y óperas contemporáneas como La sirenita, un ballet de John Neumeier con música de Lera Auerbach, la Ópera a mano izquierda de Moritz Eggert o la Ópera del mejor hombre de Alex Nowitz.
Barbara Buchholz actuó en 2009 en el programa televisivo Das Supertalent de la cadena alemana RTL, donde presentó y tocó el theremín en directo.
Falleció de cáncer el 10 de abril de 2012.

## Premios y reconocimientos
- 1989: primer premio en el certamen Jazzszene NRW con el dúo Wilde Ehe tocan jazz.
- 1995: Amadeus de plata en el concurso de música creativa con el dúo Blech, Bass und Bellaphonie.
- 1996: primer premio del certamen de jazz de Herford con el grupo Tap It Deep.
- 1998: segundo premio en el certamen de compsición en jazz y música improvisada de Ostwestfalen-Lippe con el Trío der Zukunft (con el trombonista Matthias Muche y el guitarrista Frank Wingold).
- 2002: premio especial del jurado en el certamen de composición de la ciudad de Bielefeld con el proyecto interactivo videoproyección y música Waves, con el videoartista Zeha Schröder y el ingeniero de sonido Sascha Kramski.
- 2003: beca del Ministerio de Cultura de NRW con la que lleva a cabo una residencia en el Centro de Theremín en Moscú.

## Discografía
- 2006, Touch! Don´t Touch!, con Lydia Kavina y el conjunto de música de cámara contemporánea de Berlín.
- 2006, Theremin: Russia with love.
- 2008, Moonstruck.